# Дрисвята
Дрисвята, Друкша — річка в Білорусі у Браславському районі Вітебської області. Ліва притока річки Дісни (басейн Балтійського моря).

## Опис
Довжина річки 44 км, похил річки 0,4 %, площа басейну водозбору 1020 км², середньорічний стік 6,1 м³/с. Формується притоками та безіменними струмками.

## Розташування
Бере початок на північній стороні від села Гритуни. Тече переважно на південний схід і біля села Козяни впадає в річку Дісну, ліву притоку річки Західної Двіни. Річка тече через озера Довге, Високе та Богинське.